# Monte Morning
El monte Morning (en inglés: Mount Morning, lit. 'monte Mañana') es un estratovolcán con forma de domo en la Antártida. Tiene una altitud 2725 m y una promiencia de 1515 m.
El mismo se encuentra ubicado al oeste- suroeste del monte Discovery y al este del glaciar Koettlitz en la tierra de Victoria. Fue descubierto por la expedición Discovery (1901-1904) la cual lo nombró en referencia al Morning, barco de apoyo de la expedición.
El glaciar Morning (78°27′S 163°45′E / -78.450, 163.750) es un glaciar nombrado en asociación con el monte Morning.